# 프랑스의 섬 목록
다음은 프랑스의 섬 목록이다.

## 프랑스 본토

### 대서양

#### 노르망디
- 쇼제섬
  - 그랑드일섬
- 몽생미셸섬
- 통블렌
- 타티우
- 생마르쿠프섬
  - 일드라주섬
  - 테르섬

#### 브르타뉴

##### 일에빌렌주
- 생말로 제도
  - 세장브르섬
  - 그랑베섬
  - 프티베섬
  - 포르나시오날섬
  - 라콩셰섬
- 아르부섬
- 아고섬
- 에비앙 군도
- 일뒤게슬랭섬
- 레탱토섬
- 캉칼 제도
  - 일데랑드섬
  - 일데리맹섬

##### 코트다모르
- 아강통섬
- 브레아 군도
  - 베니게섬
  - 브레아섬
  - 로고데크섬
  - 일아부아섬
  - 일에비앙섬
  - 일데섬
  - 르그랑푸리에섬
  - 일그랑드섬
  - 일리에크섬
  - 렘네즈섬
  - 로아방섬
  - 모데즈섬
  - 메즈드고엘로섬
  - 미요섬
  - 생길다섬
  - 생미셸섬
  - 생리옹섬
- 세틸 군도
  - 아르무다누섬
  - 보노섬
  - 르세르프섬
  - 레코스탕섬
  - 말방섬
  - 일오무안섬
  - 플라트섬
  - 일오라섬
  - 루지크섬
  - 르토로섬
  - 일토메섬
  - 베르들레섬

##### 피니스테르주
- 일드바섬
- 칼로섬
- 캉섬
- 가로섬
- 글레낭 제도
  - 생니콜라섬
  - 게니오크섬
  - 일들로섬
  - 일드켈레섬
  - 멜롱섬
- 몰렌 군도
  - 발라네그섬
  - 방네그섬
  - 베니게섬
  - 일드리티리섬
  - 레데네드몰렌섬
  - 레데네드케메네섬
  - 몰렌섬
  - 일드모르골섬
  - 케메네섬
  - 트리엘랑섬
  - 무통섬
  - 우에상섬
  - 라귀네섬
  - 세갈섬
  - 셍섬
  - 시에섬
  - 스타가동섬
  - 타리엑섬
  - 베르트섬

##### 모르비앙
- 일다르즈섬
- 블레섬
- 벨일앙메섬
- 레그랑카르디노섬
- 레프티카르디노섬
- 슈보섬
- 글라직섬
- 그루아섬
- 오에디섬
- 우아섬
- 메아방섬
- 레풀랭섬
- 테빅섬
- 발뤼엑섬
- 모르비앙만의 섬들
  - 일다르즈섬
  - 벨르롱섬
  - 베르데섬
  - 보엑섬
  - 보에디섬
  - 브라네섬
  - 샤를섬
  - 콩로섬
  - 크레지섬
  - 당랑섬
  - 데르방섬
  - 드르네섬
  - 에라니섬
  - 가브리니섬
  - 고덱섬
  - 고비앙섬
- 아르니 제도
  - 그랑아르니섬
  - 프티아르니섬
  - 올라브르섬
  - 일뤼섬
  - 이뤼리섬
  - 이뤼섬
  - 쥐망섬
  - 렝섬
- 로고당 제도
  - 그랑로고당섬
  - 프티로고당섬
  - 롱귀섬
  - 망셀섬
  - 무앤섬
  - 무슈즈섬
  - 우아소섬
  - 피랑섬
  - 플라디섬
  - 푸앵트섬
  - 퀴티니크섬
  - 라드네크섬
  - 르노섬
  - 세틸 제도
  - 스티비당섬
  - 타스콩섬
  - 트로아네크섬
- 베지 제도
  - 그랑베지섬
  - 프티베지섬

#### 페드라루아르
- 뒤메섬
- 레제방섬

방데주
- 레시앙페랭섬
- 누아르무티에섬
- 필리에섬
- 일디외섬

#### 푸아투샤랑트
- 일데섬
- 포르보야섬
- 포르테네섬
- 마담섬
- 일돌레롱섬
- 일드레섬

#### 아키텐
- 방크다르귀앵섬
- 우아소섬(아르카숑만)
- 파르드코르두앙섬

### 지중해

#### 랑귀도크루시용
- 포르드브레스쿠섬

#### 프로방스알프코트다쥐르
- 바고섬
- 그랑리보섬
- 르방섬
- 포르퀴에롤섬
- 포르크로섬
- 가비니에르섬

레랭섬
- 생트마귀리트섬
- 생토노라섬
- 생페레올섬

마르세예즈
- 칼세레뉴섬
- 콩루에섬
- 플라니에섬

프리울 군도
- 이프섬
- 포메귀섬
- 라토노섬
- 티불랑섬

리우 군도
- 리우섬
- 자르섬
- 자롱섬
- 마이르섬과 티불랑드마이르섬
- 모야드섬과 레모야동섬
- 칼세레뉴섬/플란섬
- 에투섬
- 프티구루에섬과 그랑콩루에섬
- 앵페리오섬
- 레파리용섬

앙비에즈 제도:
- 그랑가우섬
- 레푸르미그섬
- 카마르그섬
- 아라뇽섬
- 베르트섬(라쇼타)
- 방도섬(방돌)
- 르리옹드메섬
- 르리옹드테르섬
- 일도르섬
- 일데비유섬
- 로셰뒤토르필뢰섬

#### 코르시카
- 브루치섬
- 카발로섬
- 세비칼섬
- 가르갈로섬
- 코르시카섬
- 피나렐루섬
- 라베치섬
- 무안섬
- 로스카나섬
- 상귀네르섬

### 강과 호수에 있는 섬

#### 일드프랑스
- 로몬섬 - 센강
- 벨베데르섬
- 시테섬 - 파리 센강
- 시뉴섬 - 파리 센강
- 담섬 - 센강
- 자트섬 - 센강
- 뢰이섬
- 릴생드니 - 센강
- 생제르맹섬 - 센강
- 생루이섬 - 파리 센강
- 세귀앵섬 - 센강

#### 미디피레네
- 라미에섬 - 툴루즈의 가론강

#### 페드라루아르
- 낭트섬 - 낭트의 루아르강
- 베위아섬 - 루아르강

#### 알자스
- 그랑드일섬 - 스트라스부르의 일강

## 같이 보기
- 섬 목록
- 유럽의 섬 목록
- 프랑스의 지리